# Tougbo
Tougbo  è una città e sottoprefettura della Costa d'Avorio appartenente al dipartimento di Téhini. Conta una popolazione di 14 693 abitanti (censimento 2014).